# هنری-چارلز مانیگلایر
هنری-چارلز مانیگلایر (انگلیسی: Henri-Charles Maniglier; ۱۱ اکتبر ۱۸۲۶ – ۱۷ مارس ۱۹۰۱) مجسمه‌ساز اهل فرانسه بود.
وی همچنین برندهٔ جوایزی همچون لژیون دونور (شوالیه) شده‌است.